# Копан
Копан (фр. Caupenne) насеље је и општина у југозападној Француској у региону Аквитанија, у департману Ланд која припада префектури Дакс.
По подацима из 2011. године у општини је живело 408 становника, а густина насељености је износила 26,81 становника/km². Општина се простире на површини од 15,22 km². Налази се на средњој надморској висини од 56 метара (максималној 122 m, а минималној 32 m).

## Демографија
| 1962. | 1968. | 1975. | 1982. | 1990. | 1999. | 2011. |
| ----- | ----- | ----- | ----- | ----- | ----- | ----- |
| 435   | 463   | 460   | 433   | 399   | 361   | 408   |

График промене броја становника у току последњих година